# Zygmunt Olszowski
Zygmunt Olszowski herbu Prus II (ur. 1620, zm. przed 1681) – podkomorzy wieluński w latach 1670–1681, chorąży wieluński w latach 1667–1670, rotmistrz królewski, starosta bratiański, szczerkowicki, solecki. 
Był elektorem Michała Korybuta Wiśniowieckiego z województwa sieradzkiego w 1669 roku. Jako poseł na sejm konwokacyjny 1674 roku z ziemi wieluńskiej był członkiem konfederacji generalnej zawiązanej 15 stycznia 1674 roku na tym sejmie. Elektor Jana III Sobieskiego z ziemi wieluńskiej w 1674 roku, podpisał jego pacta conventa.